# VNREDSat 1A
VNREDSat-1 (abbreviazione per Vietnam Natural Resources, Environment and Disaster Monitoring Satellite (in italiano, "satellite monitoratore dei disastri, ambientali e delle risorse naturali vietnamite") è il primo satellite per l'osservazione della Terra ottico del Vietnam.

## Funzione
La sua missione primaria è di monitorare e studiare gli effetti del cambiamento climatico, predire e prendere le misure per prevenire disastri naturali, e ottimizzare la gestione delle risorse naturali del Vietnam.
Il satellite è stato costruito a Tolosa dalla EADS Astrium.
Il satellite è stato lanciato dal Centre spatial guyanais con un razzo Vega alle 02:06:31 UTC il 7 maggio 2013 con la sonda Proba-V ed il satellite ESTCube-1.
Dovrebbe essere seguito da un altro satellite, VNREDSat 1b.